# Jan Vašatý
Jan Vašatý (10. srpna 1836 Skrovnice – 7. září 1898 Královské Vinohrady) byl český politik, poslanec Českého zemského sněmu a Říšské rady, představitel radikálního křídla mladočeské strany, později ze strany vyloučený.

## Biografie
Vystudoval gymnázium v Hradci Králové, Rychnově n. Kněžnou a Litomyšli. Pak absolvoval Karlo-Ferdinandovu univerzitu v Praze, kde roku 1868 získal titul doktora práv. Roku 1870 si otevřel v Praze vlastní advokátní kancelář a po dobu 21 let pak působil jako právník.
V roce 1878 získal mandát poslance Českého zemského sněmu za mladočeskou stranu a působil tu pak dlouhodobě, po několik funkčních období. Mandát obhájil ještě v zemských volbách roku 1895. Zasedal zde až do své smrti roku 1898.
Ve volbách roku 1879 se stal i poslancem Říšské rady (celostátní zákonodárný sbor), kde zastupoval kurii venkovských obcí, obvod Písek, Strakonice atd.
Po volbách v roce 1879 se na Říšské radě připojil k Českému klubu (jednotné parlamentní zastoupení, do kterého se sdružili staročeši, mladočeši, česká konzervativní šlechta a moravští národní poslanci). Jako člen parlamentního Českého klubu se uvádí i po volbách v roce 1885. V rámci mladočeské strany patřil k radikálnímu křídlu, které bylo od počátku, tedy od vstupu Čechů na Říšskou radu roku 1879, kritické k české podpoře vlády Eduarda Taaffeho. Počátkem 80. let byl aktérem skandálu, když prohlásil o českém ministrovi v Taaffeho vládě Aloisi Pražákovi, že Pražák nic nedělá, jen pobírá ministerský plat. Zaměřoval se na jazykové otázky a v parlamentní rozpravě kritizoval zahraniční politiku monarchie, včetně Trojspolku. V jeho politických názorech byl přítomen nacionalismus a antisemitismus. Udržoval kontakty s vídeňskými antisemitskými spolky.
Mandát na Říšské radě obhájil ve svém volebním okrsku ve volbách roku 1885. V polovině 80. let ovšem mladočeská strana byla nevýrazná a Vašatý patřil mezi pouhých 12 mladočeských poslanců zvolených roku 1883 na zemský sněm. V praktické politice se mladočeský směr neodlišoval od Národní (staročeské) strany, jejíž předseda František Ladislav Rieger roku 1885 po volbách do Říšské rady prohlásil s uspokojením, že „Mladočešství, může se říci, že se jaksi vůbec ztrácí. Eduard Grégr chová se velmi rozumně, pravými mladočechy jsou nyní vlastně Engel a Vašatý.“
V druhé polovině 80. let ovšem mladočeská platforma ožívala, emancipovala se z jednotné české politické reprezentace. Když roku 1887 vrcholila takzvaná drobečková aféra (kampaň mladočechů cílená proti Riegrovi), byl Vašatý společně s dalšími mladočeskými předáky (včetně Eduarda Grégra) vyloučen z Českého klubu, protože podpořil veřejnou výzvu Riegrovi k provedení personální rekonstrukce Českého klubu (jeho podpis sice na původní veřejném prohlášení těchto rebelů chyběl, ale jen proto, že Vašatý právě nebyl přítomen ve Vídni). Poté tito čtyři mladočeši ustavili vlastní poslanecký klub. V říjnu 1887 měl tento mladočeský klub (oficiálně Klub neodvislých českých poslanců) šest členů (kromě Vašatého ještě Gabriel Blažek, Emanuel Engel, Eduard Grégr, Václav Robert z Kounic a Leopold Lažanský).
Kampaň proti Riegrovi a staročechům pak vyvrcholila roku 1890 v kauze takzvaných punktací, tedy česko-německých usmiřovacích rozhovorů. Mladočeši punktace odmítli jako český ústupek a německé vítězství a razili heslo Pryč s punktátory. Jan Vašatý dokonce na zemském sněmu při projednávání punktací na Riegra zaútočil se slovy „bídný zrádče“. V této atmosféře obhájil ve volbách roku 1891 poslanecké křeslo v Říšské radě. V roce 1893 se účastnil násilné obstrukce a fyzických potyček mezi českými a německými poslanci na zemském sněmu. Profiloval se tehdy i jako řečník s radikálním a košatým slovníkem. A podle svědectví blízkých mluvil v soukromí ještě radikálněji.
V dubnu 1894 na Říšské radě vystoupili mladočeští poslanci Jan Vašatý, Eduard Grégr a Václav Březnovský s radikálními a zčásti vulgárně opozičními projevy. Tentokrát se ale v mladočeské straně aktivizovalo realistické a umírněné křídlo, které vedl Josef Kaizl a které se začalo distancovat od radikálů. Výsledkem jejich aktivity pak byla takzvaná Nymburská rezoluce tedy vítězství pragmatického proudu v mladočeské straně a oslabení vlivu extrémních radikálů včetně Vašatého. V roce 1896, když se mladočeská strana názorově rozdělila během projednávání takzvané Badeniho volební reformy na Říšské radě, patřil Vašatý k vnitrostranické opozici, která odmítala tento návrh podpořit. Reforma sice výrazně rozšiřovala volební právo, ale zachovávala kuriový systém a tedy nerovnost voličských hlasů. Vašatý náležel mezi 15 mladočeských poslanců, kteří i ve finálním hlasování odmítli vládní předlohu podpořit. 28. října 1896 pak mladočeský poslanecký klub oznámil, že považuje Jana Vašatého za vystoupivšího z klubu. Krátce poté potvrdilo verdikt i stranické vedení a Vašatý fakticky přestal být členem mladočeské strany. Historik Jiří Malíř Vašatého označuje za nepolepšitelného radikála.
Ve volbách roku 1897 byl zvolen do Říšské rady, nyní jako nezávislý kandidát. Ve vídeňském parlamentu setrval do svého úmrtí roku 1898. V Říšské radě ho pak nahradil Jan Rataj. V těchto posledních měsících v parlamentu zasedal mimo Český klub. Dokonce sám, nezávisle na mladočeském klubu, přednesl v Říšské radě státoprávní ohrazení. A podobně i v únoru 1898 předložil individuální návrh textu adresy panovníkovi na zemském sněmu. Historik Otto Urban uvádí, že v této době již Vašatý reprezentoval již spíš svou bouřlivou minulost, než reálnou politickou sílu. Když v dubnu 1897 založil další mladočeský radikál Václav Březnovský spolek Národní obrana, který se deklaroval jako první antisemitská politická organizace, Vašatý usedl do výboru tohoto spolku.
Zemřel v roce 1898, pohřební průvod šel od kostela svaté Ludmily na Královských Vinohradech na Olšanské hřbitovy. Zesnulý byl bohatým mužem, spekulovalo se o jmění v hodnotě půl milionu zlatých.